# ハッシュドポテト (お笑いコンビ)
ハッシュドポテトは、かつて吉本興業で活動していたお笑いコンビ。

## メンバー
- 細川 博一（ほそかわ ひろかず、1971年1月11日 - ）

コンビ解散後は爆笑ホームラン、チャンバラJr.を経て現在は「チャンバラチャンネル」として活動。
- 広瀬 健次（ひろせ けんじ、1971年6月30日 - ）

コンビ解散後は芸人を引退。

## テレビ
- クイズ!紳助くん（朝日放送、なにわ突撃隊）
- 爆笑BOOING（関西テレビ放送、5週勝ち抜きチャンピオン）
- オールザッツ漫才（毎日放送、1994年・1995年）

## ビデオ
- 月刊ぎんぶい monthly GIN V 8月号 銀座7丁目劇場Vマガジン No.3
- 月刊ぎんぶい monthly GIN V 9月号 銀座7丁目劇場Vマガジン No.4

| スタブアイコン | サブスタブ | この項目は、まだ閲覧者の調べものの参照としては役立たない、お笑いタレント・コメディアンに関連した書きかけの項目です。この項目を加筆・訂正などしてくださる協力者を求めています（P:お笑い/PJ:お笑い）。 |